# Bolko von Hochberg
Hans Heinrich Bolko von Hochberg, född 23 januari 1843, död 1 december 1926, var en tysk greve och tonsättare, verksam under pseudonymen J. F. Franz.
Hochberg studerade för Friedrich Kiel, grundade 1876 de schlesiska musikfesterna, var 1886-1903 generalintendent för hovteatrarna i Berlin. Hans alster i gedigen Schumannsk anda, omfattar två operor, tre symfonier, en pianokonsert, kammarmusik, solosånger och körer.